# Pere Vicens i Rahola
|  | Per a altres significats, vegeu «Pere Vicens (desambiguació)». |

Pere Vicens i Rahola (Barcelona, 1939), II baró de Perpinyà, és un editor català, fill de Jaume Vicens i Vives i Roser Rahola.

## Biografia
Es llicencià en ciències econòmiques per la Universitat de Barcelona. El 1961 fundà l'Editorial Vicens Vives, inicialment una editorial de caràcter familiar i que finalment ha assolit un lloc important en l'edició de llibres de text. És president de la Unió Internacional d'Editors i membre del Consell de Publicacions de la UNESCO i artífex que la Unesco reconegués el 23 d'abril com el dia mundial del llibre.
A les eleccions generals espanyoles de 1977 fou candidat al Congrés dels Diputats per la Unió del Centre i la Democràcia Cristiana de Catalunya (UCDCC), però no fou escollit. És membre de la Federació Espanyola de Vela. El 2003 va rebre la Creu de Sant Jordi. El 2004 fou nomenat cònsol de l'Uzbekistan a Barcelona. Fou el Primer president del Cercle de Cultura.